# Gau Mark Brandenburg
Il Gau Mark Brandenburg fu una divisione amministrativa della Germania nazista dal 1933 al 1945. Costituito nel marzo 1933 dall'unione del Gau Berlin-Brandenburg e del Gau Ostmark, inizialmente era denominato Gau Kurmark. Nel gennaio del 1939 fu rinominato Gau Mark Brandenburg. Il Gau fu sciolto nel 1945, a seguito dell'occupazione sovietica dell'area e della resa della Germania. Dopo la guerra, il territorio dell'ex Gau divenne parte dello stato del Brandeburgo nella Repubblica Democratica Tedesca, fatta eccezione per le aree al di là della linea Oder-Neiße, che furono inglobate nella Repubblica Popolare di Polonia. 

## Storia
Il sistema di Gau (plurale Gaue) fu originariamente istituito in una conferenza del partito il 22 maggio 1926, al fine di migliorare l'amministrazione della struttura del partito. Dal 1933 in poi, dopo la presa del potere nazista, i Gaue sostituirono sempre più gli stati tedeschi come suddivisioni amministrative in Germania.
Alla testa di ogni Gau si trovava un Gauleiter, una posizione che divenne sempre più potente, soprattutto dopo lo scoppio della seconda guerra mondiale. I Gauleiter locali erano incaricati della propaganda e della sorveglianza e, dal settembre 1944 in poi, del Volkssturm e della difesa del Gau.
La posizione di Gauleiter fu detenuta da Wilhelm Kube (1933-36) e successivamente da Emil Sturtz (1936-45). Il primo fu assassinato con una bomba da una partigiana sovietica nel 1943, mentre il secondo fu catturato dall'Armata Rossa nel 1945 e morì in prigiona nello stesso anno.
Il campo di concentramento di Ravensbrück e il campo di concentramento di Sachsenhausen si trovavano nel Gau Mark Brandenburg. Dei 132.000 prigionieri che furono inviati nel campo femminile di Ravensbrück, 92.000 morirono. Dei 200.000 prigionieri stimati a Sachsenhausen, 30.000 morirono. Tuttavia queste cifre non includono i prigionieri che morirono nel viaggio verso il campo o che non sono mai stati registrati e uccisi all'arrivo, questi ultimi per lo più prigionieri di guerra sovietici.
Fu il Gau maggiore per popolazione (più di più di tre milioni di abitanti) e superficie (38.278 km²). Il quartier generale per l'amministrazione del Gau si trovava a Berlino.

## Gauleiter
I Gauleiter del Gau Mark Brandenburgː
- Wilhelm Kube - dal 1º giugno 1933 al 7 agosto 1936.
- Emil Sturtz - dal 7 agosto 1936 al 1945.